# 表向き
| ウィキペディアには「表向き」という見出しの百科事典記事はありません（タイトルに「表向き」を含むページの一覧/「表向き」で始まるページの一覧）。 代わりにウィクショナリーのページ「表向き」が役に立つかもしれません。 |